# Coren
Coren (okzitanisch Corin) ist ein zentralfranzösischer Ort und eine Gemeinde mit 445 Einwohnern (Stand 1. Januar 2022) im Département Cantal in der Region Auvergne-Rhône-Alpes (vor 2016 Auvergne). Die Gemeinde gehört zum Arrondissement Saint-Flour und zum Kanton Saint-Flour-1. Die Einwohner werden Corentiens genannt.

## Lage
Coren liegt etwa fünf Kilometer nördlich von Saint-Flour. Umgeben wird Coren von den Nachbargemeinden Rézentières im Norden, Vieillespesse im Nordosten, Mentières im Osten, Saint-Georges im Südosten und Süden, Saint-Flour im Süden, Andelat im Südwesten und Westen sowie Talizat im Nordwesten.

## Bevölkerungsentwicklung
| Jahr                       | 1962 | 1966 | 1975 | 1982 | 1990 | 1999 | 2006 | 2011 | 2019 |
| Einwohner                  | 307  | 262  | 276  | 401  | 419  | 407  | 433  | 423  | 442  |
| Quellen: Cassini und INSEE |      |      |      |      |      |      |      |      |      |

## Sehenswürdigkeiten
- Kirche Saint-Pierre aus dem 19. Jahrhundert

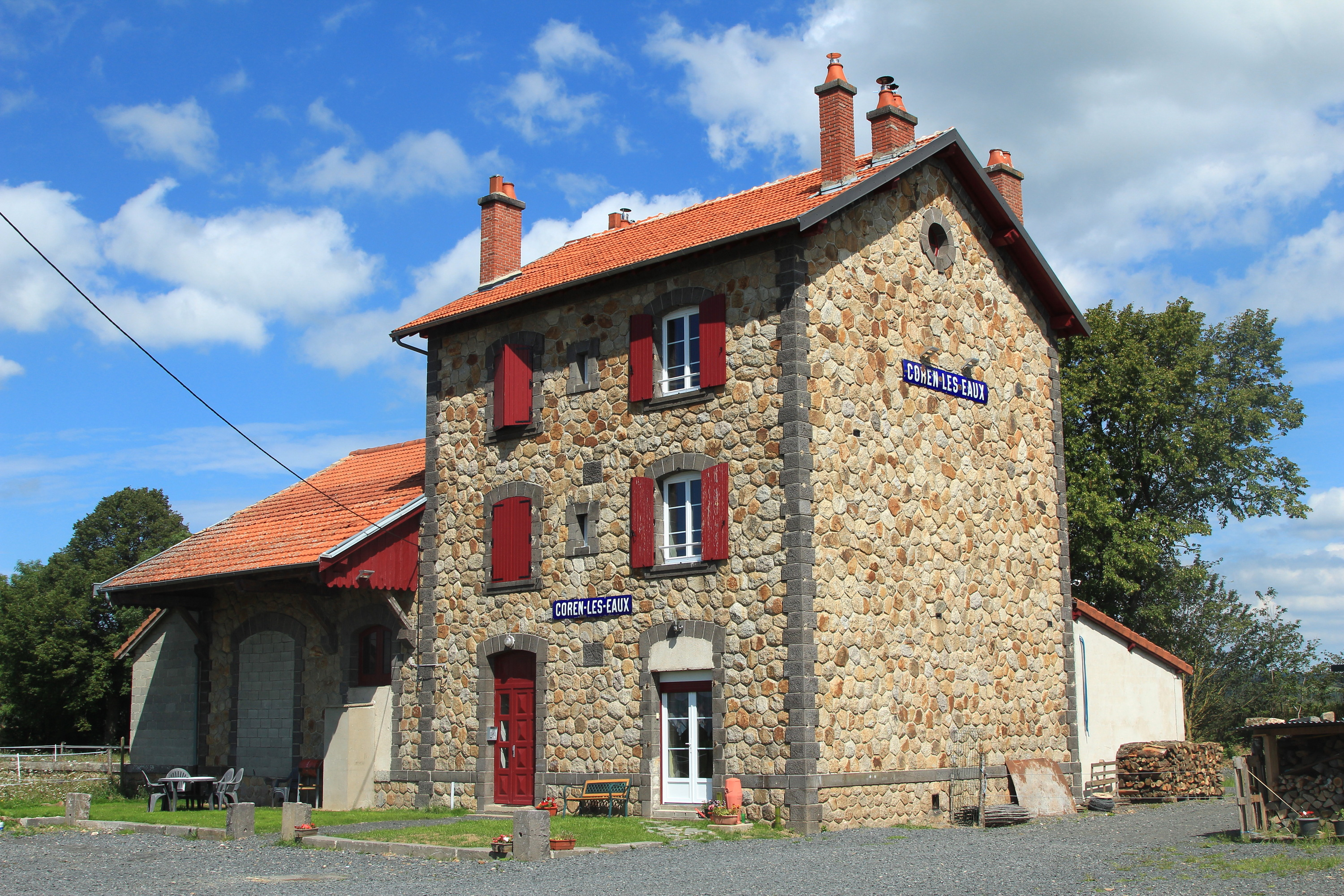
Ehemaliger Bahnhof Coren-les-Eaux